# ساري آسيا (مقاطعة كتاب)
ساري آسيا هي بلدة في مقاطعة كتاب في ولاية قشقداريا في أوزبكستان.